# 22 metka (2010.)
22 metka, francuski akcijski kriminalistički film iz 2010. godine. 

## Sažetak
Charlie Mattel tri godine živi mirni obiteljski život sa ženom i djecom. Prije toga imao je posla s mafijom. Jednog dana na parkiralištu sustigla ga je prošlost. Ostavljen je s 22 metka u tijelu. Preživjevši napad, želi se osvetiti i krenuo je u potragu za osobama koje su ga pokušale ubiti.